# Adam Messerich
‘Adam Messerich’ est un cultivar de rosier Bourbon obtenu en 1920 par le rosiériste allemand Peter Lambert (1859-1939). Il est issu d'un semis ‘Frau Oberhofgärtner Singer’ x pollen (‘Louise Odier’ (rosier Bourbon, Margottin 1851) x ‘Louis-Philippe’ (rosier de Chine, Guérin 1834)).

## Description
‘Adam Messerich’ est un arbuste buissonnant au feuillage vert clair pouvant s'élever à 170 cm, parfois plus. Ses fleurs semi-doubles sont larges et d'une belle couleur rose soutenu et exhalent un parfum fruité. Il est très florifère et remontant.
Sa zone de rusticité est de 5b à 10b. Il peut être conduit aussi en grimpant.